# Pretty Cure
Pretty Cure (プリキュア?, Purikyua, Precure) è un franchise anime di genere mahō shōjo, creato da Izumi Tōdō e prodotto da Toei Animation, ABC e ADK a partire dal 2004, rivolto ai bambini tra i sei e i tredici anni d'età, ma seguito anche da ragazze, maschi adolescenti e uomini adulti.

Foglio di francobolli dedicato a Pretty Cure e Pretty Cure Max Heart, prime due serie del franchise, emesso dalle poste giapponesi

Il nome della serie è una combinazione dei termini inglesi "Pretty" (carino) e "Cure" (curare). Il franchise è entrato nel Guinness dei primati con l'uscita del 25º film, per "maggior numero di eroine magiche (55) apparse in un film d'animazione".

## Concept
Il format di base, che caratterizza però solo le prime tre serie, è costituito da due ragazze dai caratteri opposti. Le due giovani incontrano alcune creature provenienti da una dimensione parallela, che custodiscono un oggetto o sono a conoscenza di un segreto che interessa ai nemici per completare i propri piani di conquista. Il capo nemico invia i propri sottoposti per recuperare l'oggetto o l'informazione, grazie anche all'aiuto di uno spirito che si impossessa degli oggetti, trasformandoli in mostri. I nemici vengono di volta in volta fermati dalle due ragazze, che, trasformandosi nelle Leggendarie Guerriere Pretty Cure, si uniscono creando l'armonia. Nella trasformazione non possono fare a meno l'una dell'altra; sebbene nelle serie successive alla terza possano trasformarsi singolarmente, questa caratteristica si ripresenta per Cure Melody e Cure Rhythm nell'ottava serie, per Cure Miracle e Cure Magical nella tredicesima, e per Cure MaChérie e Cure Amour nella quindicesima.
A partire dalla quarta serie, la situazione si è evoluta, arrivando ad avere vere e proprie squadre di eroine in costume pronte a difendere la propria città e i loro cari dalle forze del male, abbracciando il genere super sentai. Dalla sesta serie viene introdotto un tema dominante (come la frutta, i fiori o la musica) che non solo è presente nei nomi, negli oggetti magici e negli attacchi, ma in ogni cosa facente parte dell'universo nel quale ogni gruppo di guerriere si muove.
Nella quindicesima serie, inoltre, avviene la prima trasformazione seppur temporanea in Pretty Cure di un ragazzo, Henri Wakamiya / Cure Infini, dopo aver accantonato l'idea di ufficializzare quella di Pikario in Cure Waffle nella quattordicesima; nonostante questo, in alcune delle altre serie sono presenti guerrieri di sesso maschile che però non portano la denominazione di "Pretty Cure". Nella ventesima serie, infine, appare il primo guerriero di sesso maschile ufficialmente parte del franchise, Tsubasa Yuunagi / Cure Wing. Un gruppo di Pretty Cure soltanto maschili è anche protagonista dello spettacolo teatrale Dancing☆Star Pretty Cure: The Stage.

### Elementi caratteristici
Il franchise di Pretty Cure introduce alcuni elementi non certo nuovi del genere, ma comunque declinati con nuove modalità, tra cui:
- uso di animazioni in digitale, in particolar modo per gli oggetti utilizzati nelle trasformazioni.
- maggior fisicità nei combattimenti.
- una volta che il mostro è stato sconfitto, tutto ciò che è stato distrutto nel corso del combattimento torna allo stato originale.
- frequenza di storie incentrate sui personaggi secondari.
- assenza di spiccate tematiche romantiche. Generalmente, solo una (e talvolta nessuna) delle protagoniste ha una cotta per un ragazzo. Detta infatuazione è, comunque, sempre non corrisposta o non dichiarata, con l'eccezione della coppia formata da Nozomi e Kokoda nella quarta e quinta serie.

Alcuni elementi, con il progredire delle serie, sono andati scemando: per esempio, dalla quarta le mascotte sono riconducibili a una precisa forma animale, mentre fino ad allora questo era reso difficile dalla sagoma abbozzata e minimale.
Più in generale, la sceneggiatura dimostra una maggiore attenzione alle storie dei singoli episodi e all'evoluzione dei rapporti fra i personaggi. Tuttavia, le maggiori forzature si avvertono negli elementi spiccatamente di genere, quali la ripetitività delle sequenze di trasformazione e di alcuni combattimenti, che discendono dall'obbligo narrativo d'incontrare il nemico in ogni episodio.

## Serie televisive
La trasmissione televisiva di tutte le serie inizia la prima settimana di febbraio e si conclude l'ultima settimana del gennaio successivo. Tranne la seconda (sequel della prima) e la quinta (sequel della quarta), ogni serie cambia personaggi, ambientazione e sceneggiatura. Nonostante non vi sia alcuna connessione tra loro, a partire dall'undicesima serie, nei minuti finali degli ultimi episodi è presente un breve segmento nominato Baton Touch, ovvero un "passaggio di testimone" tra la protagonista della serie che si sta concludendo e la protagonista di quella che sta per cominciare; dalla tredicesima alla ventesima, la successiva e futura protagonista fa una piccola vera e propria comparsa all'interno dell'ultimo episodio della serie quasi passata.
Giunti alla ventesima serie, il franchise conta complessivamente 968 episodi, di cui è stato celebrato il raggiungimento del 500º, 555º e 600º episodio; sin dagli esordi, l'anime è regolarmente presente nella top ten delle serie anime più seguite in Giappone. Nell'undicesima serie, poco prima della sigla d'apertura, sono presenti dei corti animati nei quali, a turno, ognuna delle precedenti Pretty Cure si congratula per il decimo anniversario del franchise; per il quindicesimo, invece, le Pretty Cure delle stagioni passate appaiono come camei nella quindicesima serie e nel venticinquesimo film. Ancora, per il ventesimo, le leader di ogni squadra salutano e ringraziano brevemente per il traguardo raggiunto poco prima della sigla di chiusura nella ventesima serie. Durante il diciottesimo episodio della ventunesima serie, prima dei titoli di coda, è stato trasmesso un messaggio speciale per festeggiare le 1000 puntate del franchise trasmesse.
| Nº | Titolo italiano Giapponese 「Kanji」 - Rōmaji - Traduzione letterale                                                                            | Episodi | Trasmissione | Trasmissione |
| Nº | Titolo italiano Giapponese 「Kanji」 - Rōmaji - Traduzione letterale                                                                            | Episodi | Giappone     | Italia       |
| 1  | Pretty Cure 「ふたりはプリキュア」 - Futari wa Purikyua – "Futari wa Pretty Cure"                                                               | 49      | 2004-2005    | 2005-2006    |
| 2  | Pretty Cure Max Heart 「ふたりはプリキュア ＭａｘＨｅａｒｔ」 - Futari wa Purikyua Makkusu Hāto – "Futari wa Pretty Cure Max Heart"             | 47      | 2005-2006    | 2007         |
| 3  | Pretty Cure Splash☆Star 「ふたりはプリキュア Ｓｐｌａｓｈ☆Ｓｔａｒ」 - Futari wa Purikyua Supurasshu☆Sutā – "Futari wa Pretty Cure Splash☆Star" | 49      | 2006-2007    | 2008         |
| 4  | Yes! Pretty Cure 5 「Ｙｅｓ！プリキュア５」 - Yes! Purikyua 5 – "Yes! Precure 5"                                                                | 49      | 2007-2008    | 2009         |
| 5  | Yes! Pretty Cure 5 GoGo! 「Ｙｅｓ！プリキュア５ ＧｏＧｏ！」 - Yes! Purikyua 5 GoGo! – "Yes! Precure 5 GoGo!"                                   | 48      | 2008-2009    | 2010-2011    |
| 6  | Fresh Pretty Cure! 「フレッシュプリキュア！」 - Furesshu Purikyua! – "Fresh Precure!"                                                           | 50      | 2009-2010    | 2012-2013    |
| 7  | HeartCatch Pretty Cure! 「ハートキャッチプリキュア！」 - Hātokyatchi Purikyua! – "HeartCatch Precure!"                                          | 49      | 2010-2011    | 2013         |
| 8  | Suite Pretty Cure♪ 「スイートプリキュア♪」 - Suīto Purikyua♪ – "Suite Precure♪"                                                                 | 48      | 2011-2012    | –            |
| 9  | Smile Pretty Cure! / Glitter Force 「スマイルプリキュア！」 - Sumairu Purikyua! – "Smile Precure!"                                              | 48      | 2012-2013    | 2015-2016    |
| 10 | Dokidoki! Pretty Cure / Glitter Force Doki Doki 「ドキドキ！プリキュア」 - Dokidoki! Purikyua – "Dokidoki! Precure"                             | 49      | 2013-2014    | 2017         |
| 11 | HappinessCharge Pretty Cure! 「ハピネスチャージプリキュア！」 - Hapinesu Chāji Purikyua! – "HappinessCharge Precure!"                           | 49      | 2014-2015    | –            |
| 12 | Go! Princess Pretty Cure 「Ｇｏ！プリンセスプリキュア」 - Go! Purinsesu Purikyua – "Go! Princess Precure"                                       | 50      | 2015-2016    | –            |
| 13 | Witchy Pretty Cure! 「魔法つかいプリキュア！」 - Mahō tsukai Purikyua! – "Mahō tsukai Precure!"                                                 | 50      | 2016-2017    | –            |
| 14 | Kirakira ☆ Pretty Cure À La Mode 「キラキラ☆プリキュアアラモード」 - Kirakira ☆ Purikyua A Ra Mōdo – "Kirakira ☆ Precure À La Mode"             | 49      | 2017-2018    | –            |
| 15 | HUGtto! Pretty Cure 「ＨＵＧっと！プリキュア」 - HUGtto! Purikyua – "HUGtto! Precure"                                                           | 49      | 2018-2019    | –            |
| 16 | Star☆Twinkle Pretty Cure 「スター☆トゥインクルプリキュア」 - Sutā☆Tuinkuru Purikyua – "Star☆Twinkle Precure"                                    | 49      | 2019-2020    | –            |
| 17 | Healin' Good ♥ Pretty Cure 「ヒーリングっど♥プリキュア」 - Hīringuddo ♥ Purikyua – "Healin' Good ♥ Precure"                                     | 45      | 2020-2021    | –            |
| 18 | Tropical-Rouge! Pretty Cure 「トロピカル～ジュ！プリキュア」 - Toropikaru~ju! Purikyua – "Tropical~Rouge! Precure"                              | 46      | 2021-2022    | –            |
| 19 | Delicious Party ♡ Pretty Cure 「デリシャスパーティ♡プリキュア」 - Derishasu Pāti ♡ Purikyua – "Delicious Party ♡ Precure"                       | 45      | 2022-2023    | –            |
| 20 | Hirogaru Sky! Pretty Cure 「ひろがるスカイ！プリキュア」 - Hirogaru Sukai! Purikyua – "Hirogaru Sky! Precure"                                   | 50      | 2023-2024    | –            |
| 21 | Wonderful Pretty Cure! 「わんだふるぷりきゅあ！」 - Wandafuru Purikyua! – "Wonderful Precure!"                                                  | 50      | 2024-2025    | –            |
| 22 | You and Idol Pretty Cure♪ 「キミとアイドルプリキュア♪」 - Kimi to Aidoru Purikyua♪ – "Kimi to Idol Precure♪"                                    | ?       | 2025-2026    | –            |

## Film
A partire dal 2005 sono stati prodotti dei film ispirati al franchise, usciti nelle sale giapponesi ogni anno tra settembre e dicembre (tranne il primo, uscito in aprile). Dal 2009 sono stati realizzati dei lungometraggi in cui si riuniscono tutte le Pretty Cure apparse nelle diverse serie, usciti solitamente all'inizio della terza settimana di marzo. Al 1º novembre 2016, i film hanno portato al cinema 15 milioni di spettatori in undici anni dal primo lungometraggio. Con l'uscita del 25º film, il 27 ottobre 2018, l'intero franchise delle Pretty Cure ha ricevuto il Guinness World Record per "maggior numero di eroine magiche (55) apparse in un film d'animazione".
| Nº | Titolo italiano Giapponese 「Kanji」 - Rōmaji | Prima visione                | Prima visione         |
| Nº | Titolo italiano Giapponese 「Kanji」 - Rōmaji | Giapponese (cinematografica) | Italiano (televisiva) |
| 1  | Futari wa Pretty Cure Max Heart - Il film 「映画 ふたりはプリキュア ＭａｘＨｅａｒｔ」 - Eiga Futari wa Purikyua Makkusu Hāto | 16 aprile 2005               | –                     |
| 2  | Pretty Cure Max Heart 2 - Amici per sempre 「映画 ふたりはプリキュア ＭａｘＨｅａｒｔ２ 雪空のともだち」 - Eiga Futari wa Purikyua Makkusu Hāto 2 Yukizora no tomodachi – "Futari wa Pretty Cure Max Heart - Il film 2: Amici del cielo innevato"                                              | 10 dicembre 2005             | 30 ottobre 2010       |
| 3  | Pretty Cure Splash☆Star - Le leggendarie guerriere 「映画 ふたりはプリキュア Ｓｐｌａｓｈ☆Ｓｔａｒ チクタク危機一髪！」 - Eiga Futari wa Purikyua Supurasshu☆Sutā Chiku taku kiki ippatsu! – "Futari wa Pretty Cure Splash☆Star - Il film: La situazione critica del tempo!"                   | 9 dicembre 2006              | 6 novembre 2010       |
| 4  | Yes! Pretty Cure 5 - Le Pretty Cure nel Regno degli Specchi 「映画 Ｙｅｓ！プリキュア５ 鏡の国のミラクル大冒険！」 - Eiga Yes! Purikyua 5 Kagami no Kuni no mirakuru daibōken! – "Yes! Pretty Cure 5 - Il film: La miracolosa avventura nel Regno degli Specchi!"                              | 10 novembre 2007             | 7 novembre 2010       |
| 5  | Yes! Pretty Cure 5 GoGo! - Buon compleanno carissima Nozomi 「映画 Ｙｅｓ！プリキュア５ ＧｏＧｏ！ お菓子の国のハッピーバースディ♪」 - Eiga Yes! Purikyua 5 GoGo! Okashi no Kuni no happī bāsudi♪ – "Yes! Pretty Cure 5 GoGo! - Il film: Buon compleanno nel Regno dei Dolci♪"                 | 8 novembre 2008              | 28 maggio 2011        |
| 6  | Pretty Cure All Stars DX - Il film: Tutti gli amici ☆ L'intera grande raccolta dei miracoli! 「映画 プリキュアオールスターズＤＸ みんなともだちっ☆奇跡の全員大集合！」 - Eiga Purikyua Ōru Sutāzu DX Minna tomodachi ☆ Kiseki no zenin daishūgō!                                               | 20 marzo 2009                | –                     |
| 7  | Fresh Pretty Cure! - Le Pretty Cure nel Regno dei Giocattoli 「映画 フレッシュプリキュア！ おもちゃの国は秘密がいっぱい！？」 - Eiga Furesshu Purikyua! Omocha no Kuni wa himitsu ga ippai!? – "Fresh Pretty Cure! - Il film: Il Regno dei Giocattoli è pieno di segreti!?"                    | 31 ottobre 2009              | 9 febbraio 2013       |
| 8  | Pretty Cure All Stars DX - Il film 2: Luce della speranza ☆ Proteggi il Rainbow Jewel! 「映画 プリキュアオールスターズＤＸ２ 希望の光☆レインボージュエルを守れ！」 - Eiga Purikyua Ōru Sutāzu DX 2 Kibō no hikari ☆ Reinbō Jueru wo mamore!                                                    | 20 marzo 2010                | –                     |
| 9  | HeartCatch Pretty Cure! - Un lupo mannaro a Parigi 「映画 ハートキャッチプリキュア！ 花の都でファッションショー⋯ ですか！？」 - Eiga Hātokyatchi Purikyua! Hana no miyako de fasshon shō… desu ka!? – "HeartCatch Pretty Cure! - Il film: Sfilata di moda nella capitale dei fiori… davvero!?" | 30 ottobre 2010              | 8 settembre 2013      |
| 10 | Pretty Cure All Stars DX - Il film 3: Raggiungi il futuro! Il fiore color arcobaleno ☆ che connette i mondi 「映画 プリキュアオールスターズＤＸ３ 未来にとどけ！世界をつなぐ☆虹色の花」 - Eiga Purikyua Ōru Sutāzu DX 3 Mirai ni todoke! Sekai wo tsunagu ☆ Niji-iro no hana                   | 19 marzo 2011                | –                     |
| 11 | Suite Pretty Cure♪ - Il film: Riprendiamola! La melodia dei miracoli che collega i cuori♪ 「映画 スイートプリキュア♪ とりもどせ！心がつなぐ奇跡のメロディ♪」 - Eiga Suīto Purikyua♪ Torimodose! Kokoro ga tsunagu kiseki no merodi♪                                                            | 29 ottobre 2011              | –                     |
| 12 | Pretty Cure All Stars New Stage - Il film: Amici del futuro 「映画 プリキュアオールスターズＮｅｗＳｔａｇｅ みらいのともだち」 - Eiga Purikyua Ōru Sutāzu New Stage Mirai no tomodachi | 17 marzo 2012                | –                     |
| 13 | Smile Pretty Cure! - Il film: Nel libro illustrato è tutto mescolato! 「映画 スマイルプリキュア！ 絵本の中はみんなチグハグ！」 - Eiga Sumairu Purikyua! Ehon no naka wa minna chiguhagu! | 27 ottobre 2012              | –                     |
| 14 | Pretty Cure All Stars New Stage - Il film 2: Amici del cuore 「映画 プリキュアオールスターズＮｅｗＳｔａｇｅ２ こころのともだち」 - Eiga Purikyua Ōru Sutāzu New Stage 2 Kokoro no tomodachi                                                                                                   | 16 marzo 2013                | –                     |
| 15 | Dokidoki! Pretty Cure - Il film: Mana si sposa!!? L'abito della speranza che si collega al futuro 「映画 ドキドキ！プリキュア マナ結婚！！？未来につなぐ希望のドレス」 - Eiga Dokidoki! Purikyua Mana kekkon!!? Mirai ni tsunagu kibō no doresu                                                | 26 ottobre 2013              | –                     |
| 16 | Pretty Cure All Stars New Stage - Il film 3: Amici per sempre 「映画 プリキュアオールスターズＮｅｗＳｔａｇｅ３ 永遠のともだち」 - Eiga Purikyua Ōru Sutāzu New Stage 3 Eien no tomodachi | 15 marzo 2014                | –                     |
| 17 | HappinessCharge Pretty Cure! - Il film: La ballerina del Regno delle Bambole 「映画 ハピネスチャージプリキュア！ 人形の国のバレリーナ」 - Eiga Hapinesu Chāji Purikyua! Ningyō no Kuni no barerīna                                                                                             | 11 ottobre 2014              | –                     |
| 18 | Pretty Cure All Stars - Il film: Il carnevale di primavera♪ 「映画 プリキュアオールスターズ 春のカーニバル♪」 - Eiga Purikyua Ōru Sutāzu Haru no kānibaru♪ | 14 marzo 2015                | –                     |
| 19 | Go! Princess Pretty Cure - Il film: Go! Go!! Tre parti sfarzose!!! 「映画 Ｇｏ！プリンセスプリキュア Ｇｏ！Ｇｏ！！豪華３本立て！！！」 - Eiga Go! Purinsesu Purikyua Go! Go!! Gōka 3-bon date!!!                                                                                              | 31 ottobre 2015              | –                     |
| 20 | Pretty Cure All Stars - Il film: Tutti cantano♪ La magia miracolosa! 「映画 プリキュアオールスターズ みんなで歌う♪奇跡の魔法！」 - Eiga Purikyua Ōru Sutāzu Minna de utau♪ Kiseki no mahō! | 19 marzo 2016                | –                     |
| 21 | Witchy Pretty Cure! - Il film: Una trasformazione miracolosa! Cure Mofurun! 「映画 魔法つかいプリキュア！ 奇跡の変身！キュアモフルン！」 - Eiga Mahō tsukai Purikyua! Kiseki no henshin! Kyua Mofurun!                                                                                         | 29 ottobre 2016              | –                     |
| 22 | Pretty Cure Dream Stars! - Il film 「映画 プリキュアドリームスターズ！」 - Eiga Purikyua Dorīmu Sutāzu! | 18 marzo 2017                | –                     |
| 23 | Kirakira ☆ Pretty Cure À La Mode - Il film: Con Parigi! La millefoglie dei ricordi! 「映画 キラキラ☆プリキュアアラモード パリッと！想い出のミルフィーユ！」 - Eiga Kirakira ☆ Purikyua A Ra Mōdo Paritto! Omoide no mirufīyu!                                                                  | 28 ottobre 2017              | –                     |
| 24 | Pretty Cure Super Stars! - Il film 「映画 プリキュアスーパースターズ！」 - Eiga Purikyua Sūpā Sutāzu! | 17 marzo 2018                | –                     |
| 25 | HUGtto! Pretty Cure ♡ Futari wa Pretty Cure - Il film: All Stars Memories 「映画 ＨＵＧっと！プリキュア♡ふたりはプリキュア オールスターズメモリーズ」 - Eiga HUGtto! Purikyua ♡ Futari wa Purikyua Ōru Sutāzu Memorīzu                                                                         | 27 ottobre 2018              | –                     |
| 26 | Pretty Cure Miracle Universe - Il film 「映画 プリキュアミラクルユニバース」 - Eiga Purikyua Mirakuru Yunibāsu | 16 marzo 2019                | –                     |
| 27 | Star☆Twinkle Pretty Cure - Il film: Metti i sentimenti nel canto delle stelle 「映画 スター☆トゥインクルプリキュア 星のうたに想いをこめて」 - Eiga Sutā☆Tuinkuru Purikyua Hoshi no uta ni omoi wo komete                                                                                       | 19 ottobre 2019              | –                     |
| 28 | Pretty Cure Miracle Leap - Il film: Una meravigliosa giornata con tutti 「映画 プリキュアミラクルリープ みんなとの不思議な１日」 - Eiga Purikyua Mirakuru Rīpu Minna to no fushigi na 1-nichi                                                                                                  | 31 ottobre 2020              | –                     |
| 29 | Healin' Good ♥ Pretty Cure - Il film: Nella città dei sogni, entusiasticamente! GoGo! La grande trasformazione!! 「映画 ヒーリングっど♥プリキュア ゆめのまちでキュン！っとＧｏＧｏ！大変身！！」 - Eiga Hīringuddo ♥ Purikyua Yume no machi de kyun! tto GoGo! Daihenshin!!                    | 20 marzo 2021                | –                     |
| 30 | Tropical-Rouge! Pretty Cure - Il film: La principessa delle nevi e l'anello dei miracoli! 「映画 トロピカル～ジュ！プリキュア 雪のプリンセスと奇跡の指輪！」 - Eiga Toropikaru~ju! Purikyua Yuki no purinsesu to kiseki no yubiwa!                                                             | 23 ottobre 2021              | –                     |
| 31 | Delicious Party ♡ Pretty Cure - Il film: Un sognante ♡ pranzo per bambini! 「映画 デリシャスパーティ♡プリキュア 夢みる♡お子さまランチ！」 - Eiga Derishasu Pāti ♡ Purikyua Yume miru ♡ okosama ranchi!                                                                                         | 23 settembre 2022            | –                     |
| 32 | Pretty Cure All Stars F - Il film 「映画 プリキュアオールスターズＦ」 - Eiga Purikyua Ōru Sutāzu F | 15 settembre 2023            | –                     |
| 33 | Wonderful Pretty Cure! The Movie!: La sensazionale ♡ grande avventura nel mondo dei videogiochi! 「わんだふるぷりきゅあ！ ざ・むーびー！ ドキドキ♡ゲームの世界で大冒険！」 - Wandafuru Purikyua! Za Mūbī! Dokidoki ♡ gēmu no sekai de daibōken!                                                | 13 settembre 2024            | –                     |
| 34 | You and Idol Pretty Cure♪ - Il film: Grazie per l'attesa! Che il KirakkiLive ti raggiunga! 「映画 キミとアイドルプリキュア♪ お待たせ！キミに届けるキラッキライブ！」 - Eiga Kimi to Aidoru Purikyua♪ - Omatase! Kimi ni todokeru KirakkiRaibu!                                                 | 12 settembre 2025            | –                     |

Il 3 aprile 2010 e il 6 maggio 2011 il teatro Shinjuku Wald 9 ha organizzato un evento per soli maggiorenni, a cui hanno partecipato anche alcune delle doppiatrici delle protagoniste, con la trasmissione dei film di Pretty Cure dalle sette di sera alle sei e mezza del giorno successivo; nell'evento del 2011 è stato trasmesso un lungometraggio per serie fino al decimo, escludendo il secondo e il quarto, ma includendo il corto All Stars GoGo Dream Live!. Dal 20 marzo al 15 maggio 2020 i primi ventiquattro film sono stati resi disponibili, tre per ogni settimana, sul canale ufficiale YouTube dedicato al franchise.

## Altri media

Tutte le Pretty Cure fino alla 15ª serie (versione CGI)

### Cortometraggi
Nel luglio 2006 è uscito un corto di 12 minuti dedicato a Splash☆Star e intitolato Futari wa Pretty Cure Splash☆Star - Magic★Doki♥ 3D Theater (ふたりはプリキュア Ｓｐｌａｓｈ☆Ｓｔａｒ マジッ★ドキッ♥ ３Ｄシアター?, Futari wa Purikyua Supurasshu☆Sutā Maji★Doki♥ 3D Shiatā).
Nel 2008, per il quinto anniversario del franchise, prima della proiezione del film di Yes! 5 GoGo! è stato trasmesso un corto di cinque minuti dal titolo Precure All Stars GoGo Dream Live! (ちょ～短編 プリキュアオールスターズ ＧｏＧｏドリームライブ！?, Cho~ tanpen Purikyua Ōru Sutāzu GoGo Dorīmu Raibu!) che vede le Pretty Cure delle prime cinque serie combattere un mostro ed esibirsi in un balletto a ritmo di musica.
Per il terremoto e maremoto del Tōhoku dell'11 marzo 2011 è stato diffuso un videomessaggio di supporto di pochi secondi da parte di tutte le Pretty Cure alle vittime del disastro. A maggio dello stesso anno, la Toei Animation annuncia un corto della durata di dodici minuti dal titolo Precure All Stars 3D Theater (映画 プリキュアオールスターズ３Ｄ シアター?, Eiga Purikyua Ōru Sutāzu 3D Shiatā), che comincia a essere trasmesso nelle fiere a luglio. Il corto, realizzato in grafica 3D e senza dialoghi, ha come tema la danza e vede protagoniste le Pretty Cure delle prime otto serie (esclusa Cure Muse). L'uscita in DVD, con il titolo Precure All Stars DX the DANCE LIVE ❤ ~Miracle dance stage he yōkoso~ (プリキュアオールスターズ ＤＸ ｔｈｅ ＤＡＮＣＥ ＬＩＶＥ ❤ ～ミラクルダンスステージへようこそ～?, Purikyua Ōru Sutāzu DX the DANCE LIVE ❤ ~Mirakuru dansu sutēji he yōkoso~), avviene il 25 novembre 2011.
Tra dicembre 2016 e gennaio 2017 è stato trasmesso nei cinema nipponici un corto in grafica 3D dal titolo Minna atsumare! Precure Festival - Precure ON Miracle ♡ Magical ☆ Stage (みんなあつまれ！プリキュアフェスティバル プリキュア ＯＮ ミラクル♡マジカル☆ステージ?, Minna atsumare! Purikyua Fesutibaru Purikyua ON Mirakuru ♡ Majikaru ☆ Sutēji), che riunisce le Pretty Cure fino alla tredicesima serie.
Sia il film di Mahō tsukai nel 2016 che quello di Kirakira ☆ À La Mode nel 2017 presentano dei cortometraggi alla fine di essi, Cure Miracle to Mofurun no mahō lesson! (キュアミラクルとモフルンの魔法レッスン！?, Kyua Mirakuru to Mofurun no mahō ressun!, lett. "La lezione di magia di Cure Miracle e Mofurun!") e Petit ☆ Dream Stars! Let's·La·Cookin'? Showtime! (Ｐｅｔｉｔ☆ドリームスターズ！レッツ・ラ・クッキン？ショータイム！?, Puchi ☆ Dorīmu Sutāzu! Rettsu Ra Kukkin? Shōtaimu!), entrambi di cinque minuti circa. A marzo 2021, alla fine della proiezione del film di Healin' Good ♥, è stato trasmesso uno di cinque minuti dal titolo Eiga Tropical-Rouge! Precure - Puchi - Tobikome! Collabo ♡ Dance Party! (映画 トロピカル～ジュ！プリキュア プチ とびこめ！コラボ♡ダンスパーティ！?, Eiga Toropikaru~ju! Purikyua Puchi Tobikome! Korabo ♡ Dansu Pāti!, lett. "Tropical-Rouge! Pretty Cure - Il film corto: Tuffiamoci! Collabo ♡ Dance Party!") che vede protagoniste le Pretty Cure della diciottesima serie, mentre a settembre 2022 assieme al film di Delicious Party ♡ ne è stato proiettato uno di otto minuti intitolato Watashi dake no okosama lunch (わたしだけのお子さまランチ?, Watashi dake no okosama ranchi, lett. "Il mio pranzo per bambini") con le guerriere protagoniste della diciannovesima serie e quelle delle tre serie precedenti.

### Manga, libri illustrati e giornale
Ogni serie gode della trasposizione cartacea disegnata da Futago Kamikita e serializzata, in capitoli che vanno dalle dieci alle quindici pagine, sulla rivista Nakayoshi di Kōdansha in concomitanza con la trasmissione. Oltre che in Giappone, il manga è diffuso anche in altri Paesi asiatici, tra i quali Corea del Sud e Cina, dove sono arrivati, dal 2008, soltanto quelli delle prime tre serie e relativi film. Futari wa è l'unica serie ad avere una doppia versione: la prima, serializzata su Nakayoshi, tratta la vita quotidiana delle protagoniste, mentre la seconda adatta l'anime ed è stata pubblicata direttamente in formato tankōbon. Questo formato non è stato più utilizzato dopo la pubblicazione del film di Splash☆Star; le serie successive, con l'esclusione di Yes! 5 e il suo seguito Yes! 5 GoGo!, sono state invece raccolte in due mook l'una, contenenti, oltre al manga, anche approfondimenti sulla serie e il Data Carddass.
Dal 2014, con Dokidoki!, in occasione dei dieci anni del franchise, si è tornati ai tankōbon, recuperando anche le serie precedenti in una nuova edizione, che inoltre vede per la prima volta la raccolta in monografico della prima versione di Futari wa, del secondo volume di Splash☆Star, e di Yes! 5 e Yes! 5 GoGo!. A partire da Mahō tsukai, i capitoli vengono raccolti in due tankōbon che godono di un'edizione regolare e una limitata, quest'ultima contenente storie extra.
Tra il 28 giugno 2013 e il 16 aprile 2014, la Kōdansha ha pubblicato tre libri per l'infanzia, illustrati da Rei Nia e Kaneko Hiro: Hajimete no Precure Ehon (1): Wasuremono (はじめての プリキュアえほん（１） わすれもの?) con ISBN 978-4-06-218487-8, Hajimete no Precure Ehon (2): Abunai yo (はじめての プリキュアえほん（２） あぶないよ?) con ISBN 978-4-06-218494-6 e Hajimete no Precure Ehon: Okatazuke (はじめての プリキュアえほん おかたづけ?) con ISBN 978-4-06-218813-5. Il 17 marzo 2016, 13 marzo 2019 e 3 agosto 2023, invece, sono uscite tre raccolte di disegni realizzati da Futago Kamikita per il franchise in un artbook dal titolo Futago Kamikita × All Precure.
A partire da All Stars New Stage 2, in concomitanza con l'uscita dei film in primavera e autunno, la Nikkan Sports pubblica il giornale del franchise, chiamato Precure Shinbun (プリキュア新聞?, Purikyua Shinbun), che consta di circa 30-32 pagine interamente a colori. Oltre ai fanbook, dal 2011, la Kōdansha ha pubblicato vari autori che hanno scritto romanzi basati sulle serie, destinati sia a bambini che adulti, con approfondimenti o nuove situazioni tra i personaggi.

### Videogiochi
Di Pretty Cure sono stati pubblicati numerosi videogiochi, tratti da tutte le serie, per Game Boy Advance, Nintendo DS e Nintendo 3DS, oltre a titoli per la piattaforma Sega Beena dedicati all'infanzia e all'apprendimento. Il 28 marzo 2013 è uscito, per Nintendo Wii, Precure All Stars: Zenin shūgō ☆ Let's Dance! (プリキュアオールスターズ ぜんいんしゅうごう☆レッツダンス！?), con protagoniste tutte le Pretty Cure fino alla decima serie. Dal 16 marzo 2017 al 2 giugno 2020, invece, è stato diffuso per iOS e Android Precure Tsunagaru Puzzlun (プリキュアつながるぱずるん?), che in continuo aggiornamento ha riunito tutte le guerriere fino alla diciassettesima serie.

### Musical
A partire dal febbraio 2005 vengono allestiti in piccoli teatri e palcoscenici degli spettacoli dal vivo, indirizzati ai bambini tra i tre e gli otto anni d'età, in cui dei kigurumi delle Pretty Cure si esibiscono in coreografie e inscenano brevi storie.
Tra il 2004 e il 2008, un gruppo di ragazzine col nome Precure Kids (プリキュアキッズ?, Purikyua Kizzu) si vestivano come le Pretty Cure ed eseguivano le canzoni delle varie serie sul palco. Cure Black è stata interpretata da Ayaka Enomoto e Cure White da Kaori Miyagi; Shiny Luminous da Saika Miura; Cure Bloom/Cure Bright da Moe Kojima e Cure Egret/Cure Windy da Otone Hayakawa; Cure Dream da Otone Hayakawa, Cure Rouge da Moe Kojima, Cure Lemonade da Yui Iitsuka (sostituita poi da Mao Nakagawa), Cure Mint da Rena Iita e Cure Aqua da Riho Egawa. A differenza dei musical con i kigurumi, Precure Kids ha rappresentato soltanto le prime cinque serie.
In occasione del 20º anniversario, dal 28 ottobre al 12 novembre 2023 in due tappe nelle città di Tokyo e Osaka, è stata messa in scena una rappresentazione teatrale ispirata al franchise intitolata Dancing☆Star Pretty Cure: The Stage (『Ｄａｎｃｉｎｇ☆Ｓｔａｒ プリキュア』Ｔｈｅ Ｓｔａｇｅ?, "Dancing☆Star Purikyua" The Stage), dove per la prima volta compare un gruppo di Pretty Cure completamente composto da membri maschili.

### Radio
Dal 5 febbraio al 24 dicembre 2008, sul canale radio online della ABC, è andato in onda Yes! Precure 5 GoGo! - Web radio CLUB Coco & Nuts (Ｙｅｓ！プリキュア５ ＧｏＧｏ！ Ｗｅｂラジオ ＣＬＵＢ ココ＆ナッツ?, Yes! Purikyua 5 GoGo! Web rajio CLUB Koko & Nattsu). Per festeggiare il decimo anniversario della serie, dal 5 aprile 2014 al 28 marzo 2015 è andato in onda Yoshida Hitomi no Precure Radio - Cure Cure♡Pretty (吉田仁美のプリキュアラジオ キュアキュア♡プリティ?, Yoshida Hitomi no Purikyua Radio Kyua Kyua♡Puriti), show radiofonico condotto dalla doppiatrice e cantante Hitomi Yoshida.

### Concerti ed eventi
A partire dal 2017 con Kirakira ☆ À La Mode, vengono organizzati ogni anno concerti di brani e character song del franchise, tenuti dalle doppiatrici delle protagoniste e le interpreti delle sigle di apertura e di chiusura della serie in corso. Già in precedenza, il 24-25 marzo 2012, all'Umeda Arts Theatre Main Hall di Osaka, si è tenuto il Precure Premium Concert 2012 ~Orchestra to asobō~, un concerto di musica classica della filarmonica di Kyoto diretta da Masaki Imura, durante il quale sono stati suonati dei brani da Suite e Smile.
Sin da Star☆Twinkle, terminata la messa in onda della serie corrente, viene celebrato come ringraziamento di fine serie uno spettacolo di un numero variabile di serate. All'evento messo successivamente in DVD e Blu-ray (che può fungere da seguito del finale animato come nel caso di Star☆Twinkle), partecipano il cast e gli interpreti delle sigle e vengono ospitati quelli della serie successiva; eccezionalmente, quello per Healin' Good ♥ si è svolto online. Dal 2020 con la diciassettesima serie, un giorno prima dell'inizio della regolare trasmissione, si tiene uno show diviso in due parti e trasmesso in diretta streaming su YouTube per presentare la storia e i personaggi al pubblico.
Il 19 e 20 gennaio 2019 è stato commemorato il quindicesimo anniversario del franchise con un evento dal vivo al Nakano Sun Plaza di Tokyo, mentre il 4 novembre dello stesso anno è stato eseguito un mini-live durante il Yokohama Otomatsuri. A partire dal 1º febbraio 2023 è stata aperta al pubblico una mostra in onore del ventesimo anniversario del franchise dal titolo Zen Precure ten ~20th Anniversary Memories~ nella quale sono stati esposti materiali riguardanti la creazione e i gadget delle serie e che ha fatto tappa a Tokyo, Osaka e Nagoya. Il 24 settembre 2023 si è svolta a Yokohama una parata durante la quale hanno sfilato i kigurumi delle settantotto Pretty Cure delle prime venti serie, seguita il 20-21 gennaio 2024 da un evento musicale nella Yokohama Arena a cui hanno partecipato tutte le cantanti e doppiatrici coinvolte nel franchise fino a quel momento.
Il 9 e 10 dicembre 2023 la Toei Animation, in collaborazione con Gugenka, ha tenuto online il primo evento di realtà virtuale dedicato alle Pretty Cure, Precure Virtual World, con le protagoniste della quarta-quinta, settima e nona serie, al quale è stato possibile prendere visione utilizzando il servizio di distribuzione "ZAIKO" visualizzabile su smartphone, oppure partecipare direttamente tramite il luogo virtuale "VRChat" compatibile con PC o PCVR.

### Dorama
In occasione del 15º anniversario, ABC e TV Asahi, emittenti che trasmettono ogni anno le diverse serie, hanno mandato in onda dall'8 aprile al 10 giugno 2018 una serie televisiva live action dal titolo Koe Girl! (声ガール！?, Koe Gāru!) ispirata al franchise, che segue le vicende di un gruppo di ragazze aspiranti doppiatrici e amanti delle Pretty Cure; tra le attrici protagoniste è presente Haruka Fukuhara, voce di Himari Arisugawa / Cure Custard nella quattordicesima serie animata.

### Spin-off e sequel
In concomitanza con il 20º anniversario, è stata trasmessa dal 7 ottobre al 23 dicembre 2023 su NHK E una serie spin-off intitolata Power of Hope: ~Pretty Cure Full Bloom~ (キボウノチカラ～オトナプリキュア’２３～?, Kibou no chikara ~Otona Purikyua '23~, Kibou no chikara: ~Otona Precure '23~), con protagoniste le Pretty Cure della quarta-quinta serie, quelle della terza, ma appaiono anche quelle della prima-seconda, tutte divenute adulte.
Una serie sequel della tredicesima, intitolata Witchy Pretty Cure!! ~MIRAI DAYS~ (魔法つかいプリキュア！！〜ＭＩＲＡＩ ＤＡＹＳ〜?, Mahō tsukai Purikyua!! ~Mirai Days~), è stata invece trasmessa dall'11 gennaio 2025 su TV Asahi.
Una webserie spin-off composta da diversi corti animati intitolata PetitCure ~Pretty Cure Fairies~ (ぷちきゅあ〜Precure Fairies〜?, PuchiKyua ~Precure Fairies~) è stata pubblicata sul canale YouTube dedicato dal 3 aprile 2025. Gli episodi hanno come protagoniste alcune delle fatine delle varie serie, tra cui Mofurun, della tredicesima, Pollun, della seconda, Coco, Nuts e Syrup della quinta e Komugi e Yuki della ventunesima.

## Trasmissioni nel mondo
Pretty Cure viene trasmesso, oltre che in Giappone, anche in diversi Paesi in tutto il mondo. Prima nel 2016 e poi nel 2017, la casa produttrice ha aperto un canale ufficiale YouTube dedicato al franchise. A partire dal 2019, con l'inizio della sedicesima serie, gli episodi rimangono disponibili on demand gratuitamente per una settimana dalla trasmissione televisiva sul servizio TVer, mentre dal 2020, con l'inizio della diciassettesima serie, i primi episodi sono visibili anche sul YouTube ufficiale per un periodo limitato, sebbene quelli numerati 1º di ciascuna serie rimangano disponibili senza limiti di tempo ma al solo territorio giapponese. Esclusivamente a quest'ultimo, è visibile l'intero franchise anche sulle piattaforme streaming Netflix e Amazon Prime Video.
Dal giugno 2013 al maggio 2017, la Toei Animation ha ceduto la distribuzione del marchio per l'occidente alla Saban Brands; nel giugno 2018 essa è passata brevemente alla Hasbro, per poi ritornare definitivamente alla Toei, la quale nel giugno 2020 ha ancora una volta ceduto la licenza per l'Europa e le Americhe alla piattaforma streaming Crunchyroll. In precedenza, i diritti italiani delle prime sette serie erano detenuti dalla Rai, che diede ordini precisi sull'assegnare le voci alle varie protagoniste, chiedendo di usare doppiatrici diverse per ogni serie e protagonista; tuttavia, questo accordo non è stato rispettato per la settima serie in quanto Tsubomi Hanasaki / Cure Blossom presenta la stessa doppiatrice, Joy Saltarelli, di Mai Mishō / Cure Egret / Cure Windy della terza serie.
A parte Smile e Dokidoki!, distribuite tra il 2015 e 2017 da Saban e Netflix in una nuova versione intitolata Glitter Force, nella maggior parte dei paesi è stata trasmessa solo la prima serie. In Australia e in Nuova Zelanda è andata in onda su Cartoon Network, in Canada su YTV, in Cile su ETC TV, in Germania su RTL II, in Messico su Galavisiòn e Televisa Canal 5, nel Regno Unito su Pop Girl, in Indonesia su Indosiar, RCTI e Spacetoon Plus, in Spagna su Cuatro, Clan TVE e Jetix e negli Stati Uniti è stata resa disponibile solo per lo streaming. Il Vietnam ha mandato in onda soltanto Suite e Smile su HTV2, mentre la Thailandia ha trasmesso su Modern Nine TV e Cartoon Club Channel le prime otto serie.
Gli stati che di anno in anno trasmettono una nuova serie sono la Corea del Sud su SBS, Cartoon Network, Champ TV e Anione TV, Hong Kong su TVB, e Taiwan su YOYO TV e ETTV Movie.

## Mercato
| Anno (serie TV)             | Anno (serie TV)             |  | Vol. | Vol. |
| --------------------------- | --------------------------- |  | ---- | ---- |
| 2004 (Futari wa)            | 2004 (Futari wa)            |  | 101  | 101  |
| 2005 (Max Heart)            | 2005 (Max Heart)            |  | 123  | 123  |
| 2006 (Splash☆Star)          | 2006 (Splash☆Star)          |  | 60   | 60   |
| 2007 (Yes! 5)               | 2007 (Yes! 5)               |  | 105  | 105  |
| 2008 (Yes! 5 GoGo!)         | 2008 (Yes! 5 GoGo!)         |  | 105  | 105  |
| 2009 (Fresh)                | 2009 (Fresh)                |  | 119  | 119  |
| 2010 (HeartCatch)           | 2010 (HeartCatch)           |  | 125  | 125  |
| 2011 (Suite)                | 2011 (Suite)                |  | 107  | 107  |
| 2012 (Smile)                | 2012 (Smile)                |  | 106  | 106  |
| 2013 (Dokidoki!)            | 2013 (Dokidoki!)            |  | 98   | 98   |
| 2014 (HappinessCharge)      | 2014 (HappinessCharge)      |  | 65   | 65   |
| 2015 (Go! Princess)         | 2015 (Go! Princess)         |  | 66   | 66   |
| 2016 (Mahō tsukai)          | 2016 (Mahō tsukai)          |  | 75   | 75   |
| 2017 (Kirakira ☆ À La Mode) | 2017 (Kirakira ☆ À La Mode) |  | 81   | 81   |
| 2018 (HUGtto!)              | 2018 (HUGtto!)              |  | 101  | 101  |
| 2019 (Star☆Twinkle)         | 2019 (Star☆Twinkle)         |  | 83   | 83   |
| 2020 (Healin' Good ♥)       | 2020 (Healin' Good ♥)       |  | 66   | 66   |
| 2021 (Tropical-Rouge!)      | 2021 (Tropical-Rouge!)      |  | 57   | 57   |
| 2022 (Delicious Party ♡)    | 2022 (Delicious Party ♡)    |  | 56   | 56   |
| 2023 (Hirogaru Sky!)        | 2023 (Hirogaru Sky!)        |  | 64   | 64   |
| 2024 (Wonderful)            | 2024 (Wonderful)            |  | 75   | 75   |
| 2025 (You and Idol)         |                             |  |      |      |

I diritti per la distribuzione di merchandising legato a Pretty Cure sono in possesso della Bandai, che nel corso degli anni ha prodotto portachiavi, statuette, action figure, gashapon, carte da collezione, prodotti per la scuola, figurine, borse e articoli di vario genere. A partire da giugno 2012 si sono aggiunti gadget specifici per un pubblico più adulto, come gioielli, rossetti e t-shirt.
Il videogioco della prima serie, Ariena~i! Yume no sono wa daimeikyū, pubblicato nel 2004 da Bandai, ha venduto 90 000 copie, il record annuale di vendite per un videogioco con personaggi femminili. Nel solo mercato giapponese, a marzo del 2005, si contavano oltre 600 prodotti differenti per vendite attorno ai 600 milioni di dollari. Nell'anno fiscale 2007 Pretty Cure ha guadagnato 102 milioni di dollari, mentre a novembre 2011 con HeartCatch risulta essere al secondo, al terzo e al quarto posto tra gli anime con il maggior fatturato per il periodo da aprile 2010 a marzo 2011, riguardo alle licenze domestiche, alle release film/tv/video oltreoceano e alle licenze oltreoceano.
Il 15 luglio 2011 viene aperto, a Tokyo, il Precure Pretty Store (プリキュア プリティストア?, Purikyua Puriti Sutoa), il primo negozio interamente dedicato al franchise, nel quale vengono commercializzati prodotti a tema relativi sia alle serie più recenti, sia alle prime trasmesse sui teleschermi. Un secondo viene inaugurato a Osaka il 1º febbraio 2014, venti volte più grande e, a differenza di quello di Tokyo, ha anche una cabina delle foto in stile Pretty Cure e un parco giochi a tema per i bambini. Negli anni, tali negozi sono stati aperti, e talvolta chiusi o spostati, anche a Chiba, Fukuoka e Yokohama; dal 2021 ogni negozio possiede una fatina mascotte, simili a quelle presenti nelle serie, conosciute come Cure Staff minarai (キュアスタッフみならい?, Kyua Sutaffu minarai): Plami (プラミ?, Purami) di colore verde per quello di Osaka, Cherico (チェリコ?, Cheriko) di colore rosa per quello di Tokyo e Yu-rin (ユーリン?, Yūrin) di colore celeste per quello di Yokohama. Dal 2 al 15 aprile 2014, per festeggiare il decimo anniversario dalla nascita del franchise, viene allestito a Shinjuku (Tokyo) un museo-negozio, nel quale è possibile comprare, oltre ai numerosi gadget legati alla serie, anche capi di vestiario a tema. In occasione del quindicesimo anniversario, il 30 novembre 2017 viene aperto un sito web e viene rilanciato il merchandising delle serie passate.
A fine luglio 2012, secondo alcuni grafici pubblicati dalla Toei Animation, Pretty Cure risulta essere la serie che frutta più introiti alla compagnia, seconda solo a One Piece. A metà agosto, l'azienda di marketing Character Databank ha pubblicato i dati delle serie di maggior valore, in termini di merchandising, del 2011: Pretty Cure figura al sesto posto, preceduta da Hello Kitty, Pokémon e One Piece. In base ai dati, i videogiochi del franchise hanno guadagnato intorno ai 3,6 miliardi di yen da aprile 2008 a marzo 2012, circa 1 miliardo da aprile 2012 a marzo 2013, 700 milioni da aprile 2013 a marzo 2014 e 500 milioni da aprile 2014 a marzo 2016, sommando fino a 26,9 miliardi di yen di fatturato netto per Bandai Namco Entertainment.
Per festeggiare i 10 anni dal lancio di Hatsune Miku e Kagamine Rin e Len, nel novembre 2017 viene annunciata una collaborazione tra Kirakira ☆ À La Mode e Vocaloid, con relativi eventi. I personaggi della prima serie, invece, nell'ottobre 2018 sono stati resi disponibili nel videogioco Granblue Fantasy con l'evento Futari wa Pretty Cure: Aozora no omoide (ふたりはプリキュア 蒼空のおもいで?), mentre nel settembre 2019 in una linea di oggettistica e abbigliamento in collaborazione con Hello Kitty durante il suo 45º anniversario. L'8 febbraio 2020, le tre protagoniste leader della 15ª, 16ª e 17ª serie sono apparse per la prima volta nella sigla finale di un film live-action, intitolato Mashin Sentai Kiramager Episode ZERO. A marzo 2023 Hirogaru Sky! ha collaborato con la compagnia aerea Peach, con i personaggi della serie apparsi nel design degli aeromobili.
Nonostante l'annuncio del lancio del merchandising in tutta Europa, avvenuto a giugno 2011, i gadget di Pretty Cure non sono molto diffusi nel vecchio continente: sono stati commercializzati solo in Italia e Germania esclusivamente quelli legati alla prima serie. Al contrario, a Taiwan e in Corea del Sud sono disponibili anche quelli delle successive.

## Popolarità e accoglienza

### In Giappone

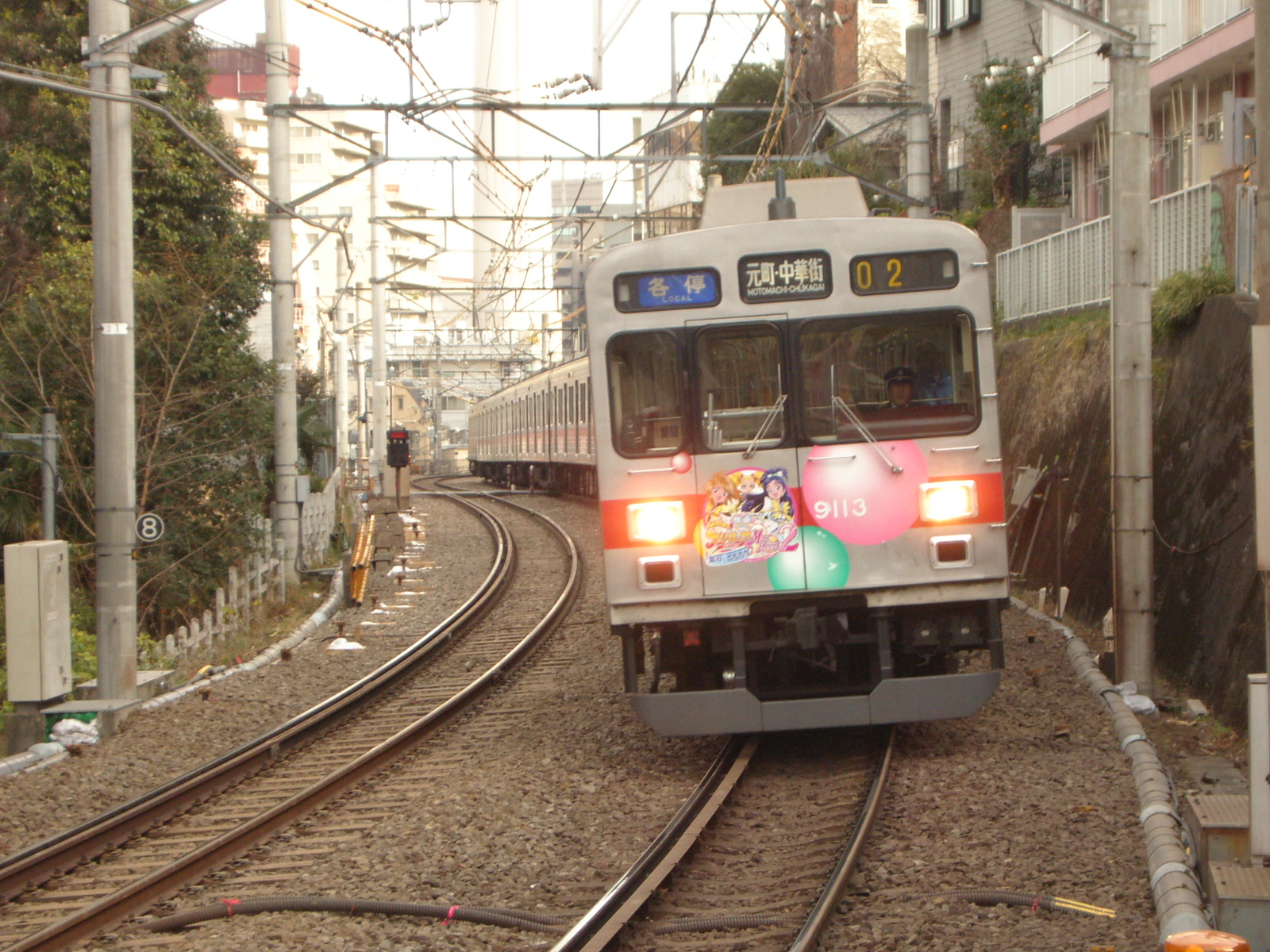
Un treno giapponese pubblicizza il secondo film di Pretty Cure Max Heart

Fin dagli esordi, le serie che compongono il franchise sono regolarmente presenti nella top ten delle serie anime più seguite in Giappone. Nel 2004 i primi 10 episodi della prima serie ottennero uno share medio dell'8%, su un'audience composta per il 60% da ragazze e per il 40% da ragazzi, mentre nel 2007 la quarta serie Yes! 5 risultò essere lo shōjo più visto dopo Chibi Maruko-chan. Kanji Kazahaya, presidente di Toei Animation, dichiarò che "Pretty Cure è ricco di personaggi originali e dinamici, grandi storie e avventura non-stop".
Quello stesso anno, alla nona edizione dei Kobe Animation Awards, la sigla d'apertura della prima serie, DANZEN! Futari wa Pretty Cure, vinse il premio come miglior canzone. In un sondaggio sui migliori 100 anime di TV Asahi, realizzato nel 2005 a livello nazionale sul web, la prima serie si classificò al quarantacinquesimo posto, sopra ad altri anime di genere; nel 2006, invece, in un analogo sondaggio sul web, si classificò al sessantaseiesimo posto. La seconda serie, Max Heart, si posizionò al cinquantanovesimo posto in una classifica stilata da Celebrities riguardo ai 100 anime preferiti nel 2006 e la settima serie, HeartCatch, vinse il premio come miglior character design alla decima edizione dei Tokyo Anime Awards nel 2011.
La cavalla da corsa giapponese TM Precure (テイエムプリキュア?, Tiemu Purikyua), Purosangue inglese, nata l'8 aprile 2003 e in gara dal 14 luglio 2005 al 17 novembre 2010, deve il suo nome al franchise.

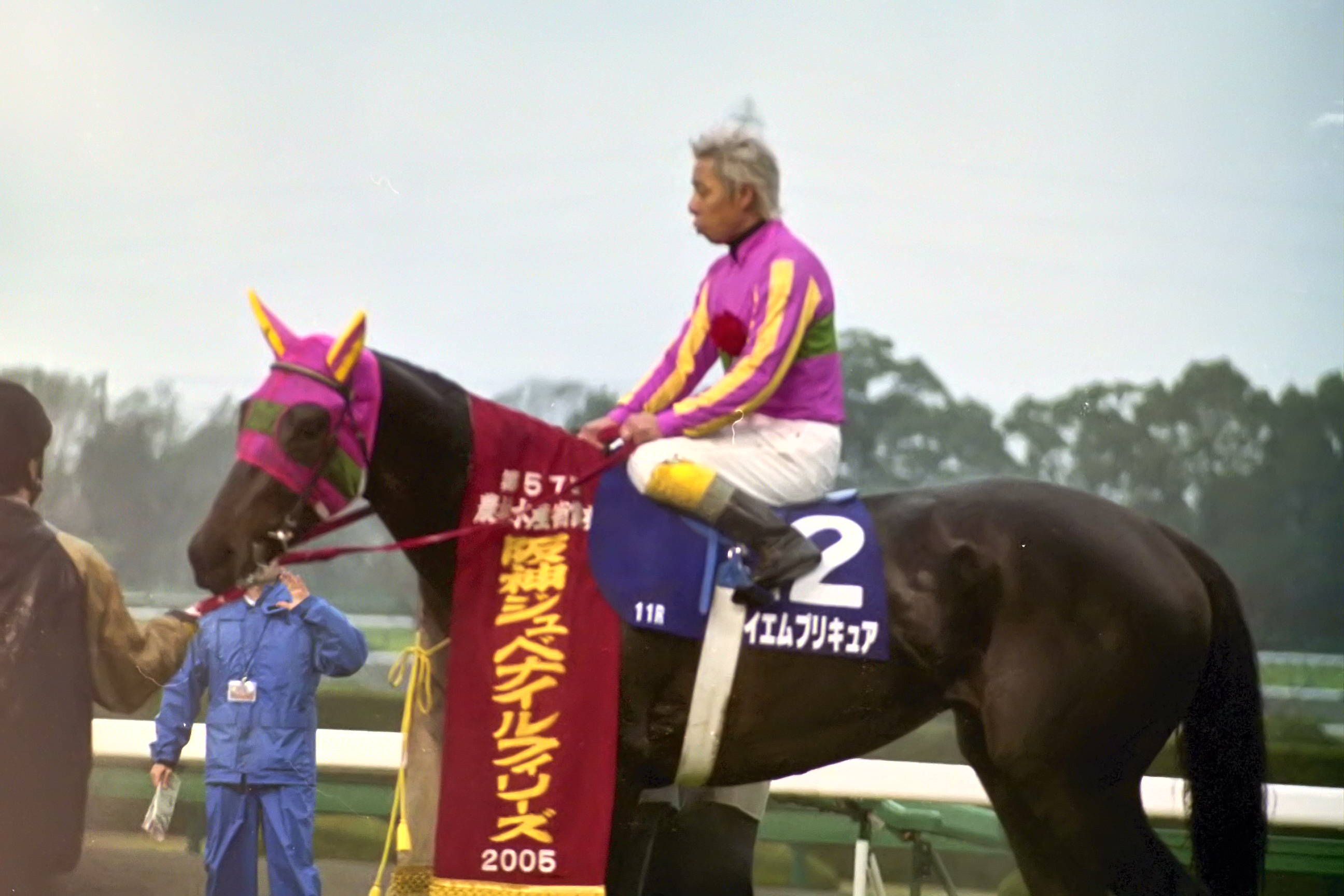
La cavalla da corsa, TM Precure

Dal 2010, l'Ikenotaira Hotel di Nagano mette a disposizione dei suoi ospiti una stanza decorata con i personaggi e i simboli del franchise; oltre a poter portare a casa i gadget come souvenir, i bambini possono fare delle foto in cosplay con le sagome di cartone dei personaggi. Secondo un comunicato stampa, nel 2011 ci furono 5641 visitatori.
Il 16 agosto 2011, la Toei Animation annunciò la ristrutturazione del Toei Kyoto Studio Park, dove, oltre a One Piece e Kamen Rider, una parte del museo venne dedicata alle Pretty Cure. A novembre, dato il successo del lungometraggio di Suite, il cinema T-Joy Oizumi situato accanto agli studi di Nerima a Tokyo allestì una mostra speciale con materiali di produzione del film e i prodotti legati alla serie.
Dal 1º febbraio al 1º marzo 2012, in Giappone, "Precure" fu la sesta parola più twittata e l'hashtag più usato su Twitter; si riconfermò al primo posto anche per il mese successivo mentre nel 2013 Yahoo! rese noto che Dokidoki! era stato il programma giapponese più twittato in un minuto nella Grande Area di Tokyo tra il 27 maggio e il 2 giugno. In un sondaggio condotto dal sito Biglobe nel maggio 2012, Cure Pine di Fresh risultò essere il personaggio più popolare dell'universo Pretty Cure sui cinquanta tra i quali si poteva votare; in uno successivo, condotto dal 12 gennaio al 14 marzo 2013, risultò invece Cure Passion, sempre però della stessa serie.
Su un campione di 2.000 bambini di età compresa tra zero e dodici anni, a cui la Bandai ha chiesto qual era la serie preferita o il personaggio preferito, dal 2 al 12 aprile 2012, Pretty Cure si classificò al secondo posto, dopo Anpanman, superando One Piece, Doraemon, Pokémon e Hello Kitty; votata principalmente dalle bambine dai 3 agli 8 anni, ricevette il 12,7% delle preferenze. Anche nel sondaggio del 2013 tra oltre 800 bambini si è ri-classificata al secondo posto che, con solo i voti delle bambine femmine, sale al primo.
A metà novembre 2012 venne organizzato un evento al cinema Warner Mycal Urawamisono per festeggiare i 10 milioni di biglietti venduti dai tredici film del franchise fino a quel momento prodotti: il più guardato risultava essere All Stars DX 2, con un milione di biglietti venduti. Il film di Smile fu inoltre il primo a raggiungere la vetta del box office nel primo fine settimana di programmazione.
Tra il merchandising ufficiale dei Giochi Olimpici del 2020 a Tokyo figurano anche Cure Miracle e Cure Magical di Mahō tsukai insieme a Sailor Moon, Dragon Ball, Naruto e tanti altri; nel 2018 vennero sostituite da Cure Yell di HUGtto!, a sua volta sostituita nel 2019 da Cure Star di Star☆Twinkle e definitivamente nel 2021 da Cure Summer di Tropical-Rouge!.
Nel 2018, a quindici anni esatti dall'inizio delle trasmissioni, il 1º febbraio venne ufficialmente nominato "giorno delle Pretty Cure" dalla Japan Anniversary Association, e a settembre fu allestita al Yokohama Landmark Tower una mostra che ripercorre le prime quindici serie passate, in particolare quella dedicata alla prima serie Otona ni natta minna e ~ Precure Girls' Night by Nagisa & Honoka. L'episodio 19 di HUGtto!, al momento della messa in onda, suscitò interesse tra il grande pubblico per le importanti tematiche trattate, venendo elogiato per aver mostrato un messaggio positivo che incoraggia le persone (i bambini, in particolare) a poter diventare chiunque vogliano, a prescindere dagli stereotipi di genere e dalle reazioni della società che le circonda. Con l'uscita del 25º film, premiato ai CGWorld Awards e VFX-Japan Awards, il 27 ottobre, l'intero franchise delle Pretty Cure ricevette il Guinness World Record per "maggior numero di eroine magiche (55) apparse in un film d'animazione".
Dal 12 luglio al 31 agosto 2019, seguendo i precedenti per Gundam nell'aprile 2018 e Macross nel maggio 2019, la NHK lanciò un sondaggio a livello mondiale per decretare la serie (incluso il film), la guerriera protagonista, il personaggio secondario e la canzone più popolare dell'intero franchise; i risultati sono stati rivelati il 14 settembre seguente tramite uno special televisivo in diretta su NHK BS Premium, in cui ha vinto Futari wa Pretty Cure come serie, HUGtto! ♡ Futari wa - All Stars Memories come film, Cure Black come guerriera protagonista, Mofurun come personaggio secondario e DANZEN! Futari wa Pretty Cure come canzone. Poco prima, il 10 e 16 agosto, oltre ai risultati parziali del sondaggio, è stato trasmesso lo special Rekishi hiwa - Precure Historia che ripercorre la storia dei primi sedici anni del franchise.
Nella stagione 2020-2021, Healin' Good ♥ ha vinto il premio come miglior serie TV anime alla quarantatreesima edizione dell'Anime Grand Prix. Nei risultati di fine 2022 del Netto Ryukogo 100, classifica dei termini e dei tag cercati dagli utenti all'interno di Nico Nico Pedia, Pickup Encyclopedia e pixiv, Delicious Party ♡ è stata la sesta parola più cercata nel corso dell'anno. Dal 1º al 19 febbraio 2023, in occasione del 20º anniversario della saga, è stata curata una mostra nelle città di Tokyo, Osaka, Nagoya che celebra le prime venti serie.

### In Italia
Nel numero di maggio 2009, la rivista Cartoni scrisse che le Pretty Cure "non sono cloni, ma degne eredi" delle Sailor Senshi. Per quanto riguarda gli ascolti, Max Heart raggiunse punte di 653.000 telespettatori in occasione della prima trasmissione dell'episodio 3, il 9 maggio 2007, entrando inoltre nella classifica dei programmi più visti il 5 luglio 2007, con uno share del 13,67% per l'episodio 30. Yes! 5 GoGo!, l'8 maggio 2011 con l'episodio 46, raggiunse i 586.000 telespettatori (share 7,69%).
A novembre 2011, la web radio Radiophonica decise di dedicare cinque minuti del programma Vittek Tape al mondo di Pretty Cure a partire dal 22 novembre.
Le sigle italiane di Pretty Cure sono state cantate durante vari eventi: da Giorgia e Alessia Alissandri al Cartoon Party a Laveno-Mombello il 16 aprile 2011, durante la trasmissione televisiva Diamoci del tu su Canale Italia 2, il 6 gennaio 2012, e allo stadio comunale di Nova Milanese durante un concerto a favore del terremoto dell'Emilia, il 20 giugno 2012; da Noemi Smorra e Viviana Ullo il 5 ottobre 2013, in occasione del Romics, che si tiene ogni anno a Roma e all'Auditorium Parco della Musica di Roma il 21 dicembre 2013.
A febbraio 2015, le sigle italiane delle prime tre serie e le relative basi musicali sono state inserite nella compilation Digimon & Co prodotta dall'associazione TV-Pedia.

### Nel resto del mondo
Le serie di Pretty Cure sono state distribuite in tutto il mondo a partire dal 2005. Tuttavia, in alcuni Paesi sono stati apportati interventi di adattamento da parte delle varie emittenti televisive, volti a eliminare gli aspetti meno accettabili ad un pubblico non giapponese, come alcune sequenze di lotta corpo a corpo. Andrea Lang, vicepresidente della rete televisiva tedesca RTL II, annunciando nel 2004 l'acquisizione dei diritti della prima serie, dichiarò che Pretty Cure ricordava Sailor Moon, ma non era "rosa e ricco di fiori", bensì "vi è coinvolta molta più azione".
Nel 2011 il film di HeartCatch ricevette la nomina ai Kidscreen Awards 2012 nella categoria Best One-off, Special or TV Movie. Dopo la sua proiezione in Francia, il direttore di Animeland affermò di essere rimasto colpito dall'ottima rappresentazione di Parigi. Tale film è stato poi proiettato a Stoccolma durante la fiera d'animazione giapponese nei mesi di settembre e ottobre chiamata Animevolution.
Tra il 31 ottobre e il 27 novembre 2011, in Inghilterra, la prima serie ottenne ascolti pari, in media, a 12.000 spettatori.